# Michail Ignatov
Michail Aleksandrovič Ignatov (in russo Михаил Александрович Игнатов?; Mosca, 4 maggio 2000) è un calciatore russo, centrocampista dello Spartak Mosca.

## Caratteristiche tecniche
È un trequartista.

## Carriera

### Club
Cresciuto nel settore giovanile dello Spartak Mosca, ha esordito in prima squadra il 20 settembre 2018 in occasione del match di UEFA Europa League perso 2-0 contro il Rapid Vienna.

### Nazionale
Ha giocato nelle nazionali giovanili russe Under-16, Under-17, Under-18 ed Under-19.

## Palmarès

### Club

#### Competizioni nazionali
- Coppa di Russia: 1

Spartak Mosca: 2021-2022